# Ladislav Kvasnička
Ladislav Kvasnička (23. února 1927 Beluša – 25. března 2002) byl slovenský lékař, psychiatr a politik, po sametové revoluci československý poslanec Sněmovny národů Federálního shromáždění za Kresťanskodemokratické hnutie, v 90. letech poslanec Národní rady SR.

## Biografie
Působil jako lékař a dětský psychiatr. Patřil mezi zakladatele pedopsychiatrické sekce Slovenské psychiatrické společnosti J. E. Purkyně. Specializoval se rovněž na speciální pedagogiku mentálně postižených a drogově závislých. Podílel se na vzniku časopisu Špeciálna pedagogika roku 1973. Ve volném čase se věnoval malování a spisovatelské činnosti.
Ve volbách roku 1990 zasedl za KDH do slovenské části Sněmovny národů (volební obvod Západoslovenský kraj).Ve Federálním shromáždění setrval do voleb roku 1992.
Ve volbách v roce 1992 usedl za KDH do Slovenské národní rady, která se v roce 1993 po vzniku samostatného Slovenska přetvořila v Národní radu Slovenské republiky, coby nejvyšší zákonodárný sbor. Zde zasedal do konce funkčního období roku 1994. Zemřel při dopravní nehodě.